# Luizi (rivière, affluent de la Lwapula)
Pour les articles homonymes, voir Luizi (homonymie).
La Luizi est une rivière de la république démocratique du Congo et un affluent de la Lwapula, traversant le territoire de Kasenga. Sa source est dans l’Est des monts Kundelungu et elle traverse le cratère de la Luizi.